# عديمات القلنسوة
عديمات القلنسوة (الاسم العلمي:Acalyptratae) هي مجموعة تصنيفية من الحشرات تتبع رتيبة قصيرات القرن.

## تصنيف
- -     - فوق فصيلة ذباب مسطح الأرجل (الاسم العلمي: Platypezoidea)
    - فوق فصيلة ذباب رمحي الأجنحة (الاسم العلمي: Lonchopteroidea)
    - فوق فصيلة ذباب حوام (الاسم العلمي: Syrphoidea)
    - فوق فصيلة ذباب الصبار (الاسم العلمي: Nerioidea)
    - فوق فصيلة ذباب ساقي العينين (الاسم العلمي: Diopsoidea)
    - فوق فصيلة ذباب سميك الرأس (الاسم العلمي: Conopoidea)
    - فوق فصيلة ذباب الفاكهة (الاسم العلمي: Tephritoidea)
    - فوق فصيلة ذباب اللوكسانيا (الاسم العلمي: Lauxanioidea)
    - فوق فصيلة ذباب المستنقعات (الاسم العلمي: Sciomyzoidea)
    - فوق فصيلة ذباب الحبوب (الاسم العلمي: Opomyzoidea)
    - فوق فصيلة ذباب لحمي (الاسم العلمي: Carnoidea)
    - فوق فصيلة ذباب كروي (الاسم العلمي: Sphaeroceroidea)
    - فوق فصيلة ذباب الشاطئ (الاسم العلمي: Ephydroidea)